# Nosotros (película de 2025)
Nosotros es una película española de drama romántico de 2025, coeditada, coproducida y dirigida por Helena Taberna, quien la coescribió con Virginia Yagüe, basada en la novela Final feliz de Isaac Rosa. Está protagonizada por María Vázquez y Pablo Molinero. Se estrenó en cines españoles el 28 de febrero de 2025, con distribución de Vértigo Films.

## Reparto
- María Vázquez como Ángela
- Pablo Molinero como Antonio

## Producción
El 9 de octubre de 2023, se anunció que el rodaje de la película Nosotros, la cual adaptaba la novela Final feliz de Isaac Rosa, comenzó su rodaje en Bilbao bajo la dirección de Helena Taberna, con María Vázquez y Pablo Molinero como protagonistas. El rodaje de la película concluyó el 10 de noviembre de 2023 después de seis semanas. Aparte de Bilbao, las otras localizaciones del rodaje incluyen Baracaldo, Durango, Baquio, Orduña y Amorebieta.

## Lanzamiento y marketing
El 5 de septiembre de 2024, Vértigo Films anunció la primera fecha de estreno de Nosotros, el cual se programó para el 7 de febrero de 2025. El 27 de noviembre de 2024, el estreno de la película se atrasó al 21 de febrero de 2025. El 11 de diciembre de 2024, Vértigo Films lanzó el cartel de la película. En enero de 2025, Vértigo Films lanzó el tráiler de la película y volvió a atrasar su fecha de estreno al 28 de febrero de 2025.